# Teoria de la modernització
La teoria de la modernització és una teoria utilitzada per explicar el procés de modernització en les societats. La modernització es refereix a un model d'una transició progressiva des d'una societat "pre-moderna" o "tradicional" a una de "moderna". La teoria analitza els factors interns d'un país, i amb el supòsit que, amb ajuda, els països "tradicionals" poden assolir el "desenvolupament" de la mateixa manera que tenen actualment els països més desenvolupats. La teoria de la modernització tracta d'identificar les variables socials que contribueixen al progrés social i al desenvolupament de les societats, i tracta d'explicar el procés de l'evolució social. La teoria de la modernització està subjecte a la crítica que s'origina entre les ideologies de lliure mercat i les socialistes i de l teòrics del sistema-món, de la globalització i de la dependència, entre d'altres. La teoria de la modernització no només posa l'accent en el procés de canvi, sinó també les respostes a aquest canvi. També analitza la dinàmica interna, en referir-se a les estructures socials i culturals i a l'adaptació de les noves tecnologies.
Algunes nacions, inclosa la Xina, veuen la modernització com una guia per al desenvolupament ràpid. Com a nació que es va desenvolupar més tard que les altres, alguns creuen que "la modernització de la Xina ha de basar-se en les experiències i lliçons dels altres països".
La teoria de la modernització sosté que les societats tradicionals es desenvoluparan a mesura que adoptin pràctiques més modernes. Els defensors de la teoria de la modernització afirmen que els estats moderns són més rics i més poderosos, i que els seus ciutadans són més lliures en gaudir d'un millor nivell de vida. Els avenços com les noves tecnologies de dades i la necessitat d'actualitzar els mètodes tradicionals en el transport, la comunicació i la producció, argumenta aquesta teoria, fan necessària la modernització o almenys és preferible a l'statu quo de les societats tradicionals. Aquest punt de vista fa crítica de la modernització difícil, ja que implica que aquests desenvolupaments controlen els límits de la interacció humana, i no al revés. També implica que l'acció humana controla la velocitat i el grau de la modernització. Suposadament, en comptes de ser dominades per la tradició, les societats en procés de modernització normalment arriben a formes de govern dictades per principis abstractes (per exemple, la democràcia). Les creences religioses tradicionals i els trets culturals, d'acord amb aquesta teoria, en general es tornen menys importants quan la modernització es consolida.
Els historiadors vinculen la modernització als processos d'urbanització i industrialització, així com a la difusió de l'educació. Com Kendall (2007) assenyala, "La urbanització acompanyà la modernització i el ràpid procés d'industrialització". En la teoria crítica sociològica, la modernització està vinculada a un procés general de racionalització. Quan augmenta la modernització dins d'una societat, l'individu es torna cada vegada més important, substituint, a vegades, a la família o a la comunitat com a unitat fonamental de la societat.